# گیاه‌پارچ کامپوت
گیاه‌پارچ کامپوت (نام علمی: Nepenthes kampotiana)، یک گونه از سرده گیاه‌پارچ‌ها است.